# Breznica, Šentjakob v Rožu
Breznica (nemško Frießnitz) je naselje v Občini Šentjakob v Rožu v Okraju Beljak-dežela na Koroškem v Avstriji.